# Kinh tế học tài chính
Kinh tế tài chính, còn được gọi là tài chính, là một nhánh của kinh tế học được đặc trưng bởi "sự tập trung vào các hoạt động tiền tệ", trong đó "tiền của loại này hay loại khác có khả năng xuất hiện ở cả hai phía của giao dịch". Do đó, mối quan tâm của nó là mối quan hệ giữa các biến số tài chính, chẳng hạn như giá cổ phiếu, lãi suất và tỷ giá hối đoái, trái ngược với những biến số liên quan đến nền kinh tế thực. Nó có hai lĩnh vực trọng tâm chính: định giá tài sản, thường được gọi là "đầu tư" và tài chính doanh nghiệp. Kinh tế tài chính liên quan đến "việc phân bổ và triển khai các nguồn lực kinh tế, cả về không gian và theo thời gian, trong một môi trường không chắc chắn". Do đó, tập trung vào việc đưa ra quyết định trong điều kiện thị trường tài chính chưa chắc chắn, cùng các kết quả kinh tế, mô hình tài chính và nguyên tắc. Bên cạnh đó, nó còn quan tâm đến việc đưa ra các chính sách tác động hoặc có thể kiểm chứng được từ các giả định được chấp thuận. Nó được xây dựng trên nền tảng của kinh tế vi mô và lý thuyết quyết định. Kinh tế lượng tài chính là một nhánh của kinh tế tài chính sử dụng các kỹ thuật kinh tế lượng để tham số hóa các mối quan hệ này.